# 인도네시아 민주항쟁당
인도네시아 민주항쟁당(― 民主抗爭黨, 인도네시아어: Partai Demokrasi Indonesia Perjuangan 파르타이 데모크라시 인도네시아 프르주앙안[*], 약칭 PDI-P)은 인도네시아의 정당으로, 수카르노의 딸인 메가와티 수카르노푸트리 주도로 창당되었다.

## 역사
민주항쟁당은 1996년 수하르토의 신질서 체제 아래에서 메가와티가 인도네시아 민주당 대표직으로부터 축출되자 이에 반발한 세력을 규합하여 창당되었다. 인도네시아 민주화 후 1999년 대선에서 메가와티는 압두라만 와힛 후보와 러닝메이트로 부통령에 출마해 당선, 민주항쟁당은 수카르노 퇴진 이후 31년 만에 집권당으로 복귀하였다. 이후 와힛이 탄핵을 당함에 따라 메가와티는 대통령으로 취임하였다. 그러나 메가와티는 2004년 대선에서 재선에 실패하면서 민주항쟁당은 다시 야당으로 돌아갔으며, 2009년 대선에서도 메가와티는 당선에 실패하였다. 그럼에도 메가와티는 계속 당 대표로 재직하면서 당권을 유지시켰다.
2014년 대선에서 민주항쟁당은 자카르타 주지사였던 조코 위도도(줄여서 조코위)를 공천했으며, 조코위가 대통령에 당선되면서 10년 만에 집권당으로 복귀하였다. 2019년 대선에서도 조코위는 높은 지지율을 바탕으로 재선에 성공하였다. 그러나 집권 내내 조코위는 메가와티와 권력 갈등을 빚었다. 2024년 대선에서 조코위는 자신이 속한 민주항쟁당이 아닌 정적이자 야당인 위대한 인도네시아 운동당 소속 프라보워 수비안토 국방장관과 선거 연합을 맺었고, 조코위가 지지하는 대통령 후보인 프라보워와 조코위 아들 기브란 라카부밍 라카를 각각 대통령과 부통령에 당선시켜 민주항쟁당은 야당이 되었다.

## 역대 선거 결과

### 총선
| 년도 | 의석 수   | 득표수     | 득표율 |
| ---- | --------- | ---------- | ------ |
| 1999 | 153 / 500 | 35,689,073 | 33.74% |
| 2004 | 109 / 550 | 21,026,629 | 18.53% |
| 2009 | 95 / 560  | 14,600,091 | 14.03% |
| 2014 | 109 / 560 | 23,681,471 | 18.95% |
| 2019 | 128 / 575 | 27,053,961 | 19.33% |
| 2024 | 110 / 580 | 25,387,279 | 16.72% |

### 대통령 선거
| 선거명                        | 후보                    | 1차 득표수 | 1차 득표율 | 2차 득표수 | 2차 득표율 | 당락 |
| ----------------------------- | ----------------------- | ---------- | ---------- | ---------- | ---------- | ---- |
| 2004년 인도네시아 대통령 선거 | 메가와티 수카르노푸트리 | 31,569,104 | 26.61%     | 44,990,704 | 39.38%     | 낙선 |
| 2009년 인도네시아 대통령 선거 | 메가와티 수카르노푸트리 | 32,548,105 | 26.79%     |            |            | 낙선 |
| 2014년 인도네시아 대통령 선거 | 조코 위도도             | 70,997,833 | 53.15%     |            |            | 당선 |
| 2019년 인도네시아 대통령 선거 | 조코 위도도             | 85,607,362 | 55.50%     |            |            | 당선 |
| 2024년 인도네시아 대통령 선거 | 간자르 프라노워         | 27,040,878 | 16.47%     |            |            | 낙선 |